# Ogden's Nut Gone Flake
Ogden's Nut Gone Flake, är ett psykedeliskt konceptalbum av Small Faces släppt 1968. Det var gruppens mest framgångsrika album och låg på förstaplatsen på UK Albums Chart i sex veckor. "Lazy Sunday" blev albumets största hit. Även "Afterglow of Your Love" släpptes som singel 1969, men då hade redan den ursprungliga gruppen upplösts och singeln nådde en blygsam placering (#36) på UK Singles Chart.
Skivsida A består av mer löst sammansatta låtar, medan skivsida B som hade titeln "Happiness Stan" var en sammanhängande vimsig historia om karaktären Stan som får lära sig meningen med livet. Mellan låtarna läser en berättare historien.
Albumet uppmärksammades för sitt ovanliga skivomslag. Det var cirkelformat istället för kvadratiskt och en parodi på de tobaksburkar av märket Ogdens' Nut-brown Flake som inspirerat till titeln. Fodralet innehöll fyra "utvikbara cirklar" med bilder. Dessa omslag ersattes i senare utgåvor av vanliga kvadratiska omslag på grund av kostnadsskäl.
Skivan omnämns i Robert Dimerys bok 1001 Albums You Must Hear Before You Die.

## Låtlista
Sida 1
1. "Ogdens' Nut Gone Flake" (Kenney Jones/Ronnie Lane/Steve Marriott/Ian McLagan) – 2:28
2. "Afterglow (Of Your Love)" – 3:29
3. "Long Agos and Worlds Apart" (Ian McLagan) – 2:34
4. "Rene" – 4:31
5. "Song of a Baker" – 3:16
6. "Lazy Sunday" – 3:06

Sida 2
1. "Happiness Stan" – 2:37
2. "Rollin' Over" – 2:49
3. "The Hungry Intruder" (Kenney Jones/Ronnie Lane/Steve Marriott/Ian McLagan)  – 2:15
4. "The Journey" (Kenney Jones/Ronnie Lane/Steve Marriott/Ian McLagan) – 4:09
5. "Mad John" – 2:50
6. "Happy Days Toy Town" (Kenney Jones/Ronnie Lane/Steve Marriott/Ian McLagan) – 4:18

- Låtar utan upphovsman skrivna av Ronnie Lane och Steve Marriott.

## Medverkande
Small Faces
- Steve Marriott – sång, elektrisk gitarr, akustisk gitarr, munspel, piano (på "Happiness Stan" och "Every Little Bit Hurts"), hammondorgel (på "Ogdens' Nut Gone Flake"), basgitarr (på "The Journey")
- Ronnie Lane – sång, basgitarr, elektrisk gitarr (på "The Journey"), kontrabas (på "Mad John")
- Kenney Jones – trummor, percussion
- Ian McLagan − sång, bakgrundssång, keyboard, Mellotron, elektrisk gitarr, basgitarr (på "Long Agos and Worlds Apart")

Bidragande musiker
- Stanley Unwin – speakerröst

Produktion
- Steve Marriott, Ronnie Lane – musikproducent
- Glyn Johns – ljudtekniker

## Listplaceringar
- Billboard 200, USA: #159[1]
- UK Albums Chart, Storbritannien: #1[2]
- Tyskland: #6[3]
- VG-lista, Norge: #13[4]